# Axe (marchio)
Axe è un marchio francese di prodotti per l'igiene maschile, di proprietà della multinazionale olandese-britannica Unilever.
La principale linea di prodotti della Axe è rappresentata dai deodoranti spray, ma il marchio include anche deodoranti stick, roll-on, anti traspiranti, dopobarba e gel per la doccia.

## Storia
Axe fu fondata in Francia nel 1983 dalla Fabergé, a sua volta rilevata dal gruppo Unilever nel 1989. Venne creata come una versione della Impulse, altro marchio della Unilever, ma destinata agli uomini: infatti era una linea di deodoranti che pubblicizzava l'attenzione degli uomini alle donne che lo utilizzavano.
A causa della presenza del marchio Axe di un'altra azienda nei mercati del Regno Unito e Irlanda, Unilever commercializza i prodotti Axe con il marchio Lynx.
Il lancio in Europa dei deodoranti Axe fu seguito da un forte successo nell'America Latina e moderatamente anche in Asia e Africa. Dal 2000 in poi il marchio è stato lanciato anche in Stati Uniti e Canada.

## Varianti e promozione

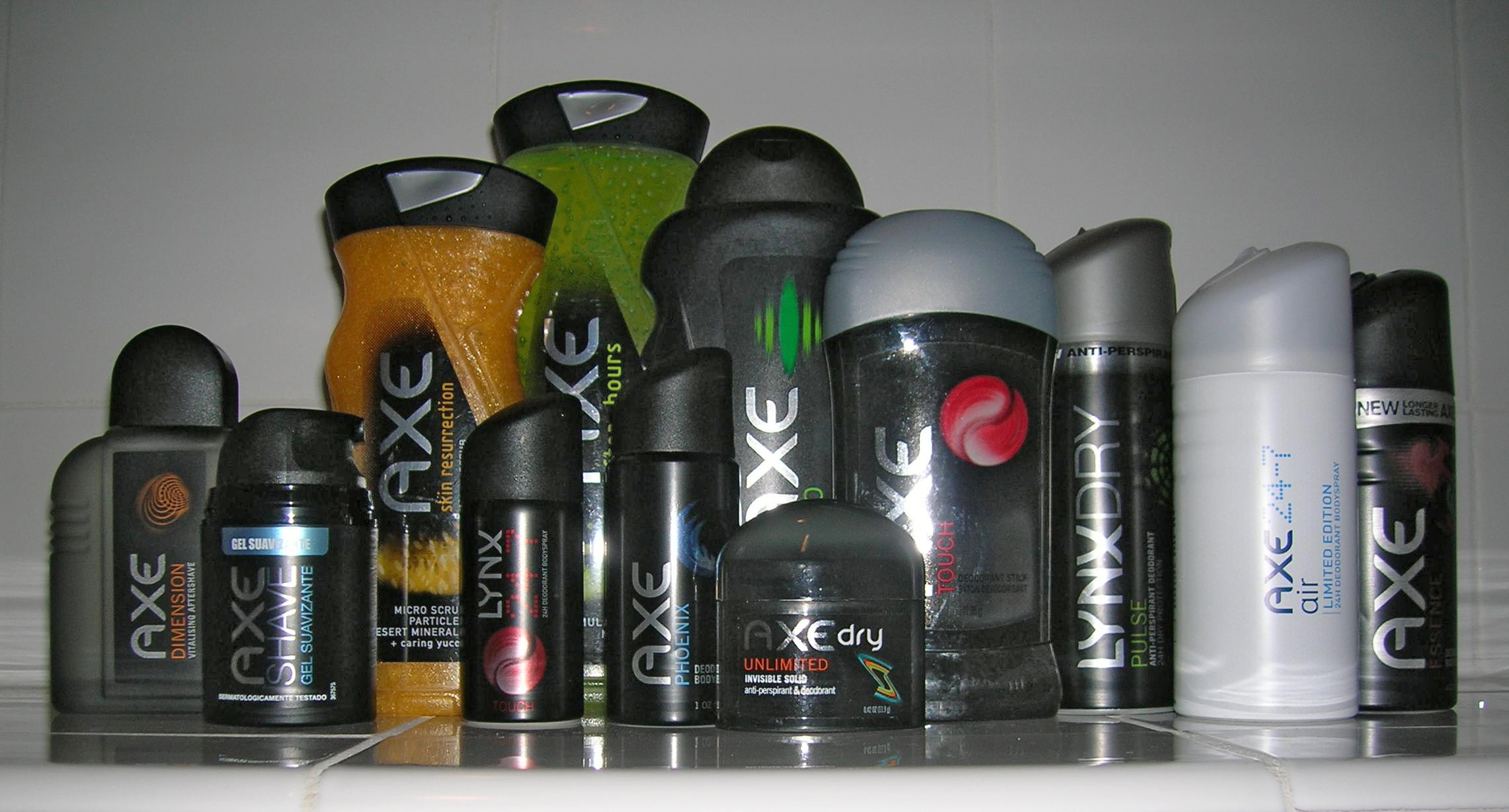
La linea di prodotti Axe.

Sin dal suo lancio, le varianti annuali dei deodoranti Axe hanno giocato un ruolo importante nel successo del marchio: il tipo di profumo offerto dai deodoranti è cambiato di anno in anno seguendo temi specifici.
Dal 1983 al 1989 il nome dei deodoranti era semplicemente una descrizione della fragranza: Muschio, Spezie, Ambra, ecc.
Dal 1990 al 1996 si è optato per utilizzare nomi a richiamo ambientali, come Africa, Alaska, Nevada ecc.
Dal 1996 al 2002 la Axe prese ispirazione dai profumi Calvin Klein (anch'esso un marchio della Unilever), usando la stessa profumiera, Anne Gottlieb, che sviluppò deodoranti dai nomi come Dimension, Apollo, Voodoo e altri.
Dal 2003 le campagne pubblicitarie dei deodoranti Axe, dai nomi tipo Touch, Vice o Click, mostrano come le donne siano irresisitibilmente attratte dai profumi della Axe..
Nel 2008 sono stati messi in commercio tre nuovi deodoranti dalla fragranza al cioccolato, in edizione limitata. Nel 2018 è diventato partner del Club Atlético River Plate di Buenos Aires.